# Fabrieksbrand van Binghamton

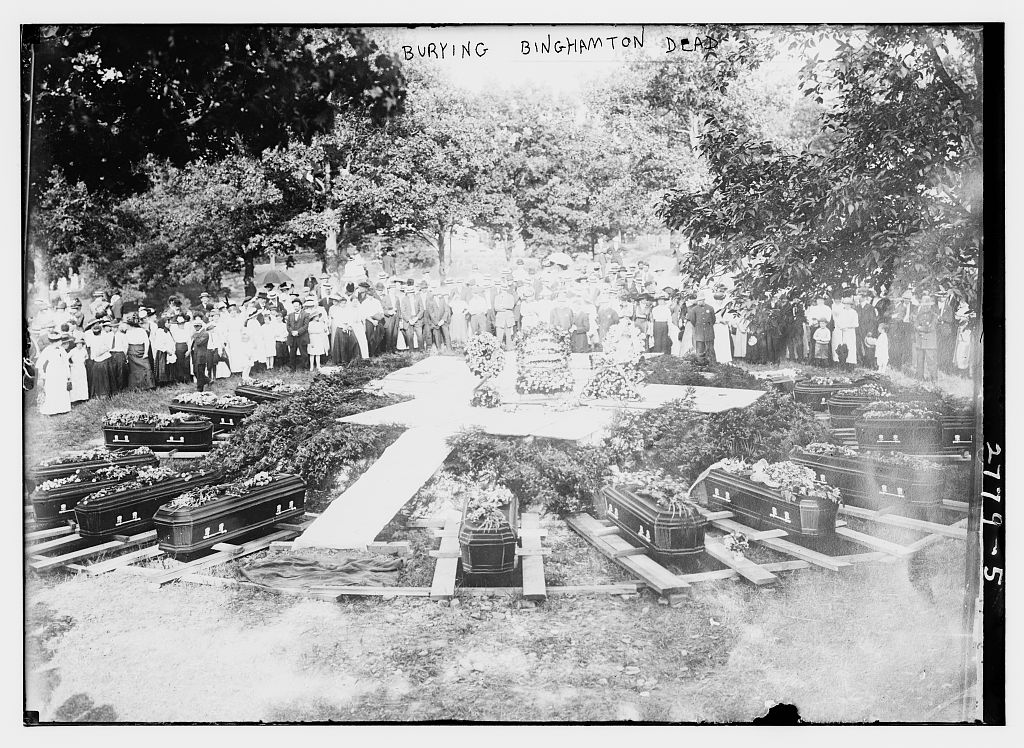
Begrafenis van slachtoffers

De fabrieksbrand van Binghamton vond plaats op 22 juli 1913 op het terrein van de Binghamton Clothing Company, in Binghamton, in de staat New York. Het gebouw aan de Wall Street werd in korte tijd door de vlammen verwoest, waarbij ten minste 50 van de meer dan 100 aanwezigen werden gedood. Hoewel de brand minder catastrofaal was dan de brand in de Triangle Shirtwaist Factory in 1911, kwam er nog meer druk te staan op de staat New York om veiligheidsvoorschriften in te voeren, meer geld beschikbaar te stellen voor inspecties en sancties op overtredingen te verhogen.

## Verloop van de brand
De Binghamton Clothing Company was gevestigd in een voormalige sigarenfabriek en produceerde overalls voor heren. De medewerkers, veelal jonge vrouwen, waren die dinsdagmiddag hard aan het werk in het vier verdiepingen tellende gebouw. Het exacte aantal werkers is onzeker; de eerste rapporten beweerden dat er 150 werkten, maar na een paar dagen werd het aantal verlaagd tot tussen 110 en 125. Bijna alle deuren en ramen stonden open vanwege de hitte van juli en er stond een stevige wind.
De brand begon waarschijnlijk na de lunch toen een werknemer een sigarettenpeuk in het trappenhuis op de tweede verdieping gooide, die op een stapel licht ontvlambaar pluche op de eerste verdieping terechtkwam. De wind en de sterke ventilatie door de open ramen en deuren zorgden samen voor een vuurzee. De trappen werden al snel schoorstenen voor de rook en vlammen, wat leidde tot een groot verlies aan mensenlevens op de derde en vierde verdieping.
Om ongeveer 14.30 uur ging er een brandalarm af, maar veel arbeiders, licht gekleed vanwege de zomerse hitte, weigerden aanvankelijk het brandalarm serieus te nemen, omdat ze dachten dat het een van de frequente brandoefeningen was. In tegenstelling tot de opvolgende alarmen van de bel bij een oefening, klonk het alarm dit keer continu, wat sommigen in verwarring kan hebben gebracht. De nooduitgang werd als ondeugdelijk gekwalificeerd en was bij eerdere oefeningen nooit gebruikt. Ook verklaarde een overlevende dat medewerksters op de vierde verdieping traag op het alarm reageerden en nog achter de machines zaten, terwijl ze zelf al de trap afging.
Nellie Connor werd erkend voor haar inspanningen om de levens van haar collega's te redden. Nellie was 31 jaar in dienst van het bedrijf en werd door veel van de meisjes in de fabriek als een moederfiguur beschouwd. Hoewel ze haar best deed om anderen het gebouw uit te krijgen, kwam ze er zelf niet levend uit. Een voorman van het bedrijf, Sidney Dimmock, bracht enkele  vrouwen in veiligheid voordat hij terugkeerde naar het gebouw om anderen uit de vlammen te redden. Hij ontsnapte niet aan de rook en vlammen. Reed Freeman, eigenaar van het bedrijf, probeerde tevergeefs de vlammen te doven met emmers water. Hij en zijn vrouw konden alarm slaan en ontsnapten samen met veel van de arbeiders die op de eerste en tweede verdieping werkten.
Op het moment van de brand was de dichtstbijzijnde brandweerkazerne bezig met een andere oproep. Tegen de tijd dat de brandweer van Binghamton arriveerde, was de hitte van de brand zo intens dat ze niet in de buurt van het gebouw konden komen om een reddingspoging te ondernemen. Het gebouw stond compleet in brand en was om 16.00 uur geheel verloren, ongeveer een uur en 20 minuten na de eerste melding van rook. Brandweerlieden trachtten nabijgelegen gebouwen te redden die werden bedreigd door vlammen die werden aangewakkerd door de wind. Hun inspanningen werden gehinderd door een lage waterdruk als gevolg van aanhoudende droogte. De stenen buitenkant van het naastgelegen postkantoor raakte door de brand beschadigd.

## Nasleep
In de volgende dagen bezochten duizenden rouwenden de rouwstoeten. Enkele onherkenbare slachtoffers werden in een gemeenschappelijk graf gelegd op de Spring Forest Cemetery. De brand betekende het grootste verlies aan mensenlevens in Binghamton als gevolg van één oorzaak. Op de begraafplaats bevindt zich een monument, en op de plaats waar de fabriek heeft gestaan een plaquette.